# ナゾトキネ
『ナゾトキネ』（NAZOTOKINE）は、2016年10月から12月まで放送された日本の短編テレビアニメ。10分枠放送。
ジャンルは謎解き脱出アニメ。アニメスタジオが東京都立川市曙町にあり、アニメ内でも同市が舞台となっている。エンディングではミニクイズが出されており、クイズを解きつつ本編中からヒントを探し出して答えるというもの。公式サイトで答え合わせができる。
立川市や群馬県利根郡みなかみ町に実在する店舗や団体と実名で多数コラボレーションしている。

## あらすじ
解音が打ち合わせの準備をしていると突然周囲が変化し、謎の空間「クイズン」が発生し出られなくなってしまう。突如空間内に現れた変な生き物ハッチンに「選ばれた人間」と呼ばれ、Qフォームにさせられる。ハッチンからヒントをもらいながら謎を解き無事現実世界に戻ったものの、解音の周囲には定期的にクイズンが発生し再び謎を解くことになる。

## 登場人物

### 主要人物
網野解音（あみの ときね）
声 - 原奈津子
本作の主人公。広告代理店「TEN2」の社長秘書。22歳。身長160cm。
要領もよく、何でもそつなくこなせる素敵な女子だが、実はアニメや特撮好きのオタク女子。休日は、アニメイベントや録画番組の消化に勤しむ。仕事はがんばって結果を出すのが当たり前の精神。友達も多く、上司や同僚からの人気も高い。元カレがラクダのタバコを吸っていた。
地元愛に溢れており、会話中に立川のローカル情報を伝えまくってくる。クイズン中では「Qフォーム」という状態に変身し問題を解く。
ハッチンには"選ばれた人間"と呼ばれている。
ハッチン
声 - 徳井青空
本作のもう一人の主人公。体長40cm前後。謎の異空間「クイズン」にいる、帽子に入っている謎の生命体。解音からは「豚八（ぶたはち）」と呼ばれる。語尾は「-けども」。人間のヒラメキの欲求、知的快楽が結晶化したQストーン（キューストーン）を欲している。
水上郷華（みなかみ きょうか）
声 - 松井恵理子
「TEN2」の受付嬢。 22歳　162cm。解音の同期。整理整頓が好き。乱れたものを見ると直したくなる性格。解音いわく"スタイルいい系の子"。 妹の影響で特撮、カンフー映画好き。解音がアニメオタクであることを知り、特撮趣味を共有できる友人となったのをきっかけに心を許す。
実家は群馬県水上温泉郷の中の水上温泉。水上郷琥の姉。
山墨芳英（やまずみ よしえ）
声 - 八島さらら
「TEN2」の受付嬢。22歳。身長150cm。解音の同期。効率よく仕事がこなせる反面、出来ない人には非常に厳しい。解音いわく"ちっちゃくてグラマラスな子"。 優しい子だが、努力をしない、改善する気がないと認識すると攻撃的になる。愛する人にすべてを捧げるタイプ。趣味はネイル、歌うこと、プロレス観戦。
ファッション、コスメ、アプリゲーム、アニメ、漫画と人気のものは一通りチェックしている雌ガール。妹が一人いる。
彼氏と立川タクロスのマンションで同棲しているが、彼氏は週半分も帰宅しない。プロレス団体は全日本プロレス推し。
柳澤なつこ（やなぎさわ なつこ）
声 - 佐々木未来
「TEN2」の社員。役職不明。元キャバ嬢。役員に溺愛されており、コネで入社した。仕事とプライベートを分けるタイプ。 仕事中の酒はいくら飲んでも酔わないが、プライベートの酒は激的に弱い。柳沢なつこは偽名で「久遠解代（くえん とくよう）」が本名で、クイズンに選ばれた前任者。

### その他
山崎港
声 - 田代哲哉
第1話ゲスト。TEN2の社員。37歳。寡黙でスタミナ自慢のパワー系社員だが、ラーメンを食べ過ぎて健康診断の数値は良くない。
蛙優
声 - 鎌田匠
第1話ゲスト。TEN2の新入社員。伸び盛りで夢と希望に溢れる24歳。最近自転車を盗まれた。
月山恵美子
声 - 寺田御子
第1、3話ゲスト。TEN2の社員だが解音からは認識されていない。 解音とは自宅の方向が一緒。20代後半。
登照宮
声 - 根本流風
第1話ゲスト。中国人。TEN2Chinaからの出向組。日本に2年間留学していた経験もあり日本語レベルはそこそこ。
上杉矢尚
声 - 田代哲哉
第2、7話ゲスト。TEN2の社長であり解音の上司。ギラギラ系のオラオラタイプの熱血社長。謎の人脈でいろいろな業界との繋がりをもっている。
川下駒造
声 - 横田紘一
第2話ゲスト。アニメ会社「超影」の社長。
闇元監督
声 - 八木隆典
第2話ゲスト。アニメ会社「超影」期待の実力派若手監督。
佐波畑優香
声 - aki
第2話ゲスト。たこ焼き屋「金だこ」の店員。作られるたこ焼きが、他の店舗となぜか違う味になってしまうことを悩んでいる。
T-Mono-2000
声 - ひぽー
第3話ゲスト。多摩都市モノレールの各駅で流れる音声メカ。
ジャック・ガーダナー
声 - 横田紘一
第3-4話ゲスト。筋肉隆々の元アメフト選手のアメリカ人。30歳。立川在住のプロバスケットボール選手。トレーディングカードゲーム好き。
盛山弘
声 - 八木隆典
第3-4話ゲスト。ダンサーを副業でやっているアニメ関係者(撮影)。28歳。腰に爆弾を抱えている。
阿辺貴紀
声 - 鎌田匠
第3-4話ゲスト。有名ゲーム会社でチーフを務める。既婚者の39歳。最近子供が生まれた。
紺野七魅
声 - 小森未彩
第3-4話ゲスト。魔法少女コンテンツ大好きな女子。新潟から上京して夢を追いかけてアルバイトをしている一人暮らしの18歳。
西河愛子
声 - 小野早稀
第3-4、9話ゲスト。3話登場時は看護師をしていたが、転職し立川シネマシティのスタッフをしている。犬を2匹飼っていて海外旅行が趣味。
篠原田色久
声 - 小島英樹
第5-6話ゲスト。ダイヤモンド引越しセンターの社員。30歳。仕事をがんばり過ぎて痛風になってしまった。
結婚願望はあるが女心がわからず、見た目の割りにモテない。
小見和正
声 - 鈴木愛奈
第5-6話ゲスト。ダイヤモンド引越しセンターのアルバイト。
PCのメンテナンスが得意でバイク好きな24歳。SUZUKIのBandit250Vに乗っている。普段は自作PCのことばかり考えている。
虎児名劉子
声 - 齊藤佳央里
第5-6話ゲスト。ダイヤモンド引越しセンターのアルバイト。
絵を描くことが趣味な夢見がちな23歳。立川市錦町に住んでいるが、下の階が風俗店だったため引越しを考えている。
キム・ハウン
声 - 佐藤実季
第6話ゲスト。テコンドー世界チャンピオンの父を持ち、母親は元キックボクサー。自身もテコンドーマスターを目指すテコンドー界のサラブレッド。立川でテコンドー教室を経営しており、テコンドーを広める活動を日夜している。
虹鱒鯛
声 - 船越龍一
第6、10話ゲスト。TEN2の株主の一人。とにかく金と女と釣りが大好きな人物。大阪出身の勝どき在住。飽きっぽい性格。仕事と女性に金と時間を費やすことを惜しまない。
水上郷琥（みなかみ きょうこ）
声 - 影山灯
第7話より登場。水上郷華の妹。当作を制作している天狗工房のメディアミックス『泉極志』の主人公。水上温泉の看板娘であり、『泉極志』においては泉術師となる。
10月9日生まれ。16歳。A型。身長154cm、体重45Kg。高校2年。ラフティング部所属。特技はヌンチャク。
アクション映画（カンフー系）、祭りが大好き。嫌いなことは後悔。性格は天真爛漫で何事にも一生懸命。
宝川日向（たからがわ ひなた）
声 - 新田恵海
第7話より登場。郷琥の友達。『泉極志』のキャラクター。宝川温泉の看板娘。郷琥と同じく泉術師の一人。
1月9日生まれ。16歳。A型。身長156cm、体重46Kg。高校2年。サッカー部マネージャー兼プロレス同好会所属。家事全般が得意（特に料理）カレー好き。性格は、無邪気で好奇心旺盛。考えるよりも行動派。趣味はプロレス観戦。勉強、早起きが苦手。
月夜野峰（つきよの みね）
声 - 有野いく
第7-8話ゲスト。『泉極志』のキャラクター。月夜野温泉の看板娘であり、『泉極志』においては泉術師となる。
2月14日生まれ。16歳。A型。身長144cm、体重36Kg。高校2年。吹奏楽部所属。特技は、カードゲーム（全国レベルの実力）、ガラス細工。好きなモノは傘、ペガサス。社交的だが勝気な性格。無意識に上から目線で接していることが多いが、意外とおっちょこちょい。
真沢守（さなざわ まもり）
声 - 戸咲七海
第7話ゲスト。郷琥の友達。『泉極志』のキャラクター。真沢温泉の看板娘。
7月17日生まれ。16歳。A型。身長157cm、体重48Kg。高校2年。ソフトテニス部所属。ソフトテニスは県代表レベル。争いを好まず、人が傷つくことを嫌う。猫好き。
向山蛍（むこうやま ほたる）
声 - 藤崎結朱
第7-8話ゲスト。『泉極志』のキャラクター。向山温泉の看板娘。
6月26日生まれ。16歳。AB型。身長147cm、体重38Kg。高校1年。生物研究部所属。頭脳明晰で手先が器用な不思議系寡黙少女。機械やコンピュータに関する技術、知識が非常に高い。家でぐうたらすることを自分のご褒美としている。
川龍
声 - 伊達忠智
第7-8話に登場するハッチンが乗っていた龍。湯ノ小屋温泉、龍洞の中にある温泉、川龍の龍。
宮原健斗
声 - 船越龍一
第9話ゲスト。全日本プロレス所属のプロレスラー。歴代最年少の三冠王者。
秋山準
声 - 福士直也
第9話ゲスト。全日本プロレス所属のプロレスラーで実業家。プロレス四天王と並ぶ五強と呼ばれた人物。
リングアナ
声 - 田代哲哉
第9話ゲスト。本編では音声のみ。
タイガー勝飛
声 - 伊達忠智
第9話ゲスト。みなかみ町で行なわれた全日本プロレス大会のレフリー。
山下良子
声 - 夏野菜緒
第9話ゲスト。立川シネマシティで働いているスタッフ。正義感が強く料理上手。豆柴を飼っている。
真ヴァジュラ
映画『真ヴァジュラ』の主演怪獣。立川の巨大ウドを破壊しまくっていた。
加藤優里
声 - 小松美恵
第11話ゲスト。映画『真ヴァジュラ』に登場。丁寧な仕事に定評がある二次元イケメン筋肉好きな女子。オカメインコを飼っている。
うどっ穂くん
声 - 小森未彩
第11話ゲスト。映画『真ヴァジュラ』に登場。立川商工会議所のゆるキャラ。立川の街をもっともっと多くの人に知ってもらおうと、柔軟な穂先をアンテナ変わりにして、街中を飛び回るクールなうど。だが劇中だとアツいキャラクターになっている。グレートうどガーGXの頭部と胴体。
うど花ちゃん
声 - 佐々木李子
第11話ゲスト。映画『真ヴァジュラ』に登場。立川商工会議所のゆるキャラ。“立川うど”のような柔らかな表情と、髪に見立てたうどの花が特徴。立川の素敵なところをもっともっと多くの人に教えてあげたい！と活動しているうど。グレートうどガーGXの両腕。
うど母さん
声 - 平流エレン
第11話ゲスト。映画『真ヴァジュラ』に登場。グレートうどガーGXの右足。
うど博士
声 - 船越龍一
第11話ゲスト。映画『真ヴァジュラ』に登場。グレートうどガーGXの左足。
日野咲アイン
声 - 村北沙織
第11話ゲスト。『劇場版 回遊戦隊ゲイセンジャー』に歌姫役で出演したアイドル。グラビアと歌手の活動をがんばっているらしい。
高柳江里亜
声 - 中川美優
第12話ゲスト。歌って踊れるイラストレーターを目指す22歳。温泉コンテンツのパフォーマンスグループに加入予定。猫と雛好き。
田蚊野富子
声 - 鳥部万里子
第12話ゲスト。本編では音声のみで姿はみえない。

## スタッフ
- 原作・ストーリー構成・監督 - 福士直也
- シナリオ協力 - 長谷川優貴、ぺよん潤
- 謎解き制作協力 - 森田貴則（ドリームビジョン）
- キャラクターデザイン・色彩設計 - 高野ひとみ
- 小物設定 - 澤畑有香、近野菜奈子、杉山映未
- 美術設定 - 高柳江利菜、加藤優依
- 撮影 - 天狗工房、レアトリック
- CG監督 - 赤天狗
- 音楽 - 籔中博章、闇天狗[2]
- 音響演出・編集 - 木村寛
- 音響制作 - ポニーキャニオンエンタープライズ
- プロデューサー - 中津川輝
- アニメーション制作 - 天狗工房
- 製作 - ナゾーン帝国

## 主題歌
「Dimension sky」
藤崎結朱によるオープニングテーマ。作詞は藤崎結朱、作曲・編曲は闇天狗。
第12話では挿入曲として使用。
「destiny」
aki a.k.a 出口陽によるエンディングテーマ。作詞は藤崎結朱、作曲・編曲は闇天狗。
「激烈Pro天狗」
挿入曲。作詞は赤天狗、作曲・編曲は闇天狗・赤天狗。
特番ではエンディング曲として使用。
「デッサン」
松井恵理子による劇中歌。作詞・作曲は近藤薫、編曲は沢頭たかし。
「Dragon☆温泉☆パラダイス」
泉極娘-SENGOKU Girlsによる第7話劇中歌。作詞は藤崎結朱、作曲・編曲は闇天狗。
「STERNNESS」
第9話劇中歌で、秋山準の入場テーマ。

## 各話リスト
| 話数 | サブタイトル             | 脚本     | 絵コンテ                  | 演出            | 作画監督            |
| ---- | ------------------------ | -------- | ------------------------- | --------------- | ------------------- |
| Q1.  | 解いてから考える！       | 福士直也 | 福士直也                  | 木村寛          | 八尾直              |
| Q2.  | ねらわれたQストーン      | 福士直也 | 福士直也                  | 木村寛          | 八尾直              |
| Q3.  | の・り・も・の           | 福士直也 | 福士直也 ふじわらりょうじ | 木村寛          | 八尾直              |
| Q4.  | 自分以外はクイズ?!       | 福士直也 | 福士直也 ふじわらりょうじ | 木村寛          | 八尾直              |
| Q5.  | タクロスにお引越し       | 福士直也 | 福士直也 長谷川優貴       | 木村寛          | 八尾直              |
| Q6.  | クイズンは突然に…        | 福士直也 | 福士直也                  | 木村寛          | 八尾直              |
| Q7.  | ハラハラわくわく社員旅行 | 福士直也 | 福士直也                  | 木村寛          | 八尾直              |
| Q8.  | 泉極志って何ですか？     | 福士直也 | 福士直也                  | 木村寛          | 八尾直              |
| Q9.  | 体が震える「極爆」       | 福士直也 | 福士直也                  | 木村寛          | 八尾直              |
| Q10. | 育ち始めた?!Qストーン    | 福士直也 | 福士直也                  | 木村寛          | Presearth Thongkhum |
| Q11. | カンドウの最終問題！     | 福士直也 | 福士直也                  | 木村寛          | Presearth Thongkhum |
| Q12. | ん?!どうなる最終回！     | 福士直也 | 福士直也                  | 福士直也 木村寛 | 高野ひとみ          |
| 特番 | ナゾトキネ年末30分SP     | 福士直也 | -                         | 福士直也        | 高野ひとみ          |

## 放送局
| 放送期間                                                                     | 放送時間                     | 放送局       | 対象地域       | 備考                      |
| ---------------------------------------------------------------------------- | ---------------------------- | ------------ | -------------- | ------------------------- |
| 2016年10月5日 - 12月21日                                                     | 水曜 22:20 - 22:30           | TOKYO MX     | 東京都         | 作品の舞台地              |
| 2016年10月6日 - 12月22日                                                     | 木曜 0:50 - 1:00（水曜深夜） | とちぎテレビ | 栃木県         |                           |
|                                                                              | 木曜 23:30 - 23:40           | AT-X         | 日本全域       | CS放送 / リピート放送あり |
| 2016年10月12日 - 12月28日                                                    | 水曜 0:50 - 1:00（火曜深夜） | BSフジ       | 日本全域       | BS放送                    |
| 2016年10月17日 -                                                             | 月曜 2:20 - 2:30（日曜深夜） | 西日本放送   | 岡山県・香川県 |                           |
| AT-X以外は『美少女遊戯ユニット クレーンゲール ギャラクシー』とのセット放送。 |                              |              |                |                           |

TOKYO MXでは最終回の翌週の12月28日22:00 - 22:30に、特別番組『ナゾトキネ年末30分SP』が放送された。

## 関連作品
- カイトアンサ - 網野解音が引き続き登場する。